# Jamal Thiaré
Jamal Thiaré (sinh ngày 31 tháng 3 năm 1993) là một cầu thủ bóng đá người Sénégal thi đấu ở vị trí tiền đạo cho câu lạc bộ Ligue 2 Le Havre.